# Sujebi
Sujebi (tiếng Hàn: 수제비, ở Hàn Quốc) hay ttŭdŏ-guk (tiếng Hàn: 뜨더국, ở Bắc Hàn) là một món súp truyền thống của bán đảo Triều Tiên làm từ những miếng bột được xé thô bằng tay, cùng với nhiều loại rau khác. Hương vị và công thức của món ăn này giống kalguksu, ngoại trừ việc món kalguksu được làm bằng mì chứ không phải bột mì. Nó thường được dùng vào những ngày mưa, cùng với bindaetteok.

## Thư viện ảnh

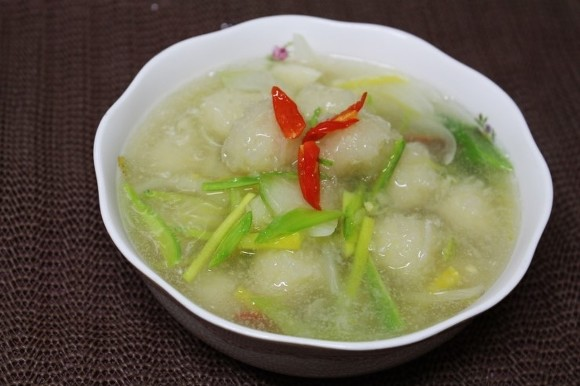
Gamja-ongsimi
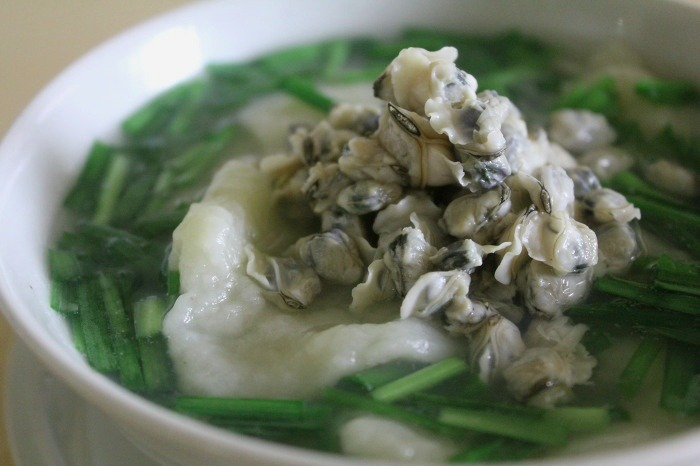
Jaecheop-sujebi
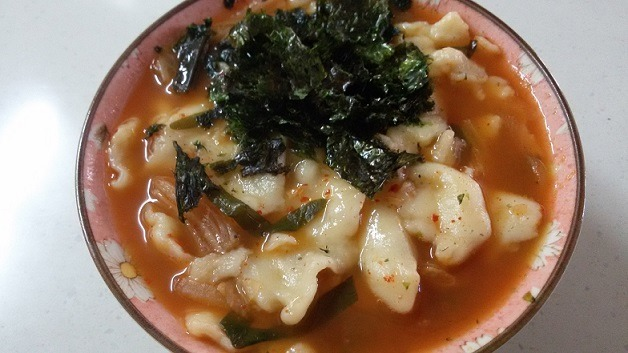
kim chi sujebi